# Santiago Urquiaga
Santiago Urquiaga Pérez (baskisch Santiago Urkiaga Pérez; * 18. April 1958 in Barakaldo, Baskenland) ist ein ehemaliger spanischer Fußballspieler.

## Karriere

### Verein
Urquiaga begann seine Laufbahn in der Jugend von Athletic Bilbao. 1976 rückte er in den Seniorenbereich auf, wo er zunächst in der zweiten Mannschaft in er drittklassigen Segunda División B eingesetzt wurde. In der Primera División debütierte er am 31. Spieltag der Saison 1978/79 am 13. Mai 1979 bei der 0:4-Niederlage bei Atlético Madrid, als er in der 64. Spielminute beim Stand von 0:2 eingewechselt wurde. Mit Bilbao gewann Urquiaga in den folgenden Jahren zweimal die spanische Meisterschaft sowie je einmal die Copa del Rey und die Supercopa de España.
1987 wechselte Urquiaga zu Español Barcelona. In seiner ersten Saison bei den Katalanen erreichte er mit Español das Finale um den UEFA-Pokal gegen Bayer 04 Leverkusen. Español entschied das Hinspiel mit 3:0 für sich. Am Ende der regulären Spielzeit des Rückspiels stand es 3:0 für Leverkusen. Da die anschließende Verlängerung torlos blieb, musste der Sieger durch Elfmeterschießen ermittelt werden. Nachdem Español bereits zwei Elfmeter verwandelt und Leverkusen den ersten verschossen hatte, trat Urquiaga zum dritten Strafstoß an. Er traf jedoch nur die Latte. Español verschoss auch die beiden folgenden Elfmeter, während Herbert Waas und Klaus Täuber zum Pokalsieg für Leverkusen verwandelten.
Am Ende der folgenden Saison belegte Español in der Liga nur den 17. Platz und musste in der Relegation um den Klassenverbleib zwei Spiele gegen den Vierten der Segunda División, RCD Mallorca, bestreiten. Nach einer 0:2-Niederlage nach Verlängerung im Rückspiel und dem damit verbundenen Abstieg aus der Primera División beendete Urquiaga seine Spielerkarriere.
Danach kehrte Urquiaga in seine baskische Heimat zurück, wo er auf regionaler Ebene unterklassige Vereine sowie die zweite Reservemannschaft von Athletic Bilbao trainierte.    

### Nationalmannschaft
Urquiaga durchlief diverse spanische Auswahlmannschaften im Jugend- und Amateurbereich. Sein Debüt in der spanischen A-Nationalmannschaft gab er am 26. März 1980 beim 0:2 in einem Freundschaftsspiel gegen England.
An der im selben Jahr stattfindenden Endrunde der Europameisterschaft in Italien nahm er nicht teil. Stattdessen wurde er für den spanischen Kader bei den Olympischen Spielen in Moskau nominiert. Dort kam er in allen drei Spielen der Gruppenphase zum Einsatz. Spanien schied durch einen dritten Platz bereits nach der Vorrunde aus dem Turnier aus.
Anlässlich der im eigenen Land stattfindenden Weltmeisterschaft 1982 wurde Urquiaga von Nationaltrainer José Santamaría in das spanische Aufgebot berufen. Dort kam er in den beiden Spielen gegen Deutschland und England zum Einsatz. Nach einer Niederlage und einem Unentschieden schieden die Gastgeber nach der Zwischenrunde aus.
Bei der Europameisterschaft 1984 in Frankreich stand Urquiaga erneut im spanischen Aufgebot. Er bestritt die Gruppenspiele gegen Rumänien und Portugal, die beide 1:1 endeten. Durch ein 1:0 im abschließenden Gruppenspiel gegen Deutschland erreichte Spanien als Gruppensieger das Halbfinale. Dort wurde Urquiaga im Spiel gegen Dänemark beim Stand von 1:1 in der 102. Spielminute eingewechselt. Nachdem in der Verlängerung keine Tore gefallen waren, musste das Elfmeterschießen entscheiden. Als dritter Schütze verwandelte er seinen Elfmeter zum zwischenzeitlichen 3:3. Als einziger Schütze des Elfmeterschießens verschoss Preben Elkjær Larsen den letzten Elfmeter der Dänen und ebnete den Spaniern den Weg zum Finaleinzug. Bei der anschließenden 0:2-Niederlage im Endspiel gegen Gastgeber Frankreich stand Urquiaga während der gesamten Spielzeit auf dem Platz.
Sein letztes von insgesamt 14 Länderspielen, in denen er ohne Torerfolg blieb, bestritt Urquiaga beim 1:3 im Qualifikationsspiel für die Weltmeisterschaft 1986 in Mexiko am 14. November 1984 im Glasgower Hampden Park gegen Schottland.

## Erfolge
- Spanischer Meister: 1983, 1984
- Spanischer Pokalsieger: 1984
- Spanischer Supercupsieger: 1984
- Vize-Europameister: 1984